# Klaverberg
De Klaverberg is een grotendeels beboste landduin en ook de naam van het omliggend natuurgebied op de grens van de Belgische gemeenten As, Genk en Oudsbergen. Het grenst aan het heidegebied Opglabbekerzavel en andere beboste natuurgebieden. 
Het gebied is vernoemd naar de klaverbladvormige stuifduinen, die er over een lengte van ongeveer 1,7 kilometer een, hoofdzakelijk beboste, duinenrug vormen. De landduinen ontstonden wellicht als gevolg van verwaaiing van het zand dat vrij kwam te liggen door overbegrazing en te frequent plaggen van zuidwestelijke heidegebieden.

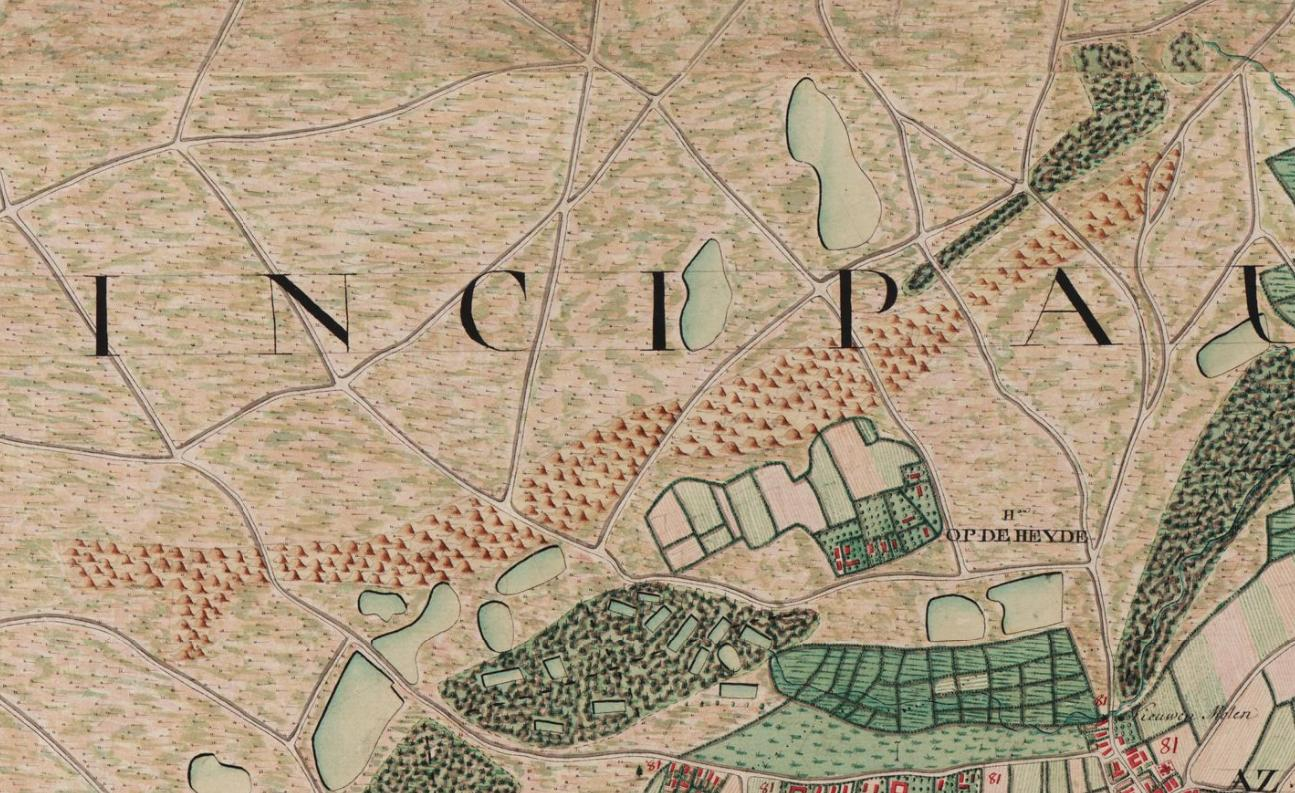
Klaverberg op 18de-eeuwse Ferrariskaart

De Klaverberg wordt overschaduwd door de gesaneerde terril van de voormalige steenkoolmijn van Waterschei, met een top tot 155 meter boven de zeespiegel. Deze landschappelijk meest opvallende getuigen van het mijnverleden bedekken een gedeelte van de duinen. 
In dit gebied komen vele omvangrijke, kringvormig uitgegroeide stoven van wintereik (Quercus petraea) voor als overblijfsel van eeuwenlange exploitatie als hakhout. De meest monumentale en imposante stoven, bevinden zich ongeveer op het hoogste punt van de landduin. Deze wintereikstoven zijn verschillende eeuwen oud. De omtrek van deze hakhoutstoven gaat tot 31 m en zou er op wijzen dat ze ouder zijn dan 800 jaar.
De oude wintereiken hakhoutstoven van de Klaverberg zijn van uitzonderlijk belang als autochtoon plantmateriaal aangepast aan de lokale groeicondities.
De aanwezige heiderestanten herbergen de zeldzame rode dopheide. Ook de jeneverbes en de eikvaren vindt men hier. De Klaverberg is Europees beschermd als onderdeel van Natura 2000-gebied 'Bosbeekvallei en aangrenzende bos- en heidegebieden te As-Opglabbeek-Maaseik'. Sinds 2018 is de Klaverberg onderdeel van Nationaal Park Hoge Kempen.
Het vroegere heidegebied werd gedeeltelijk bebost met grove den en Corsicaanse den.

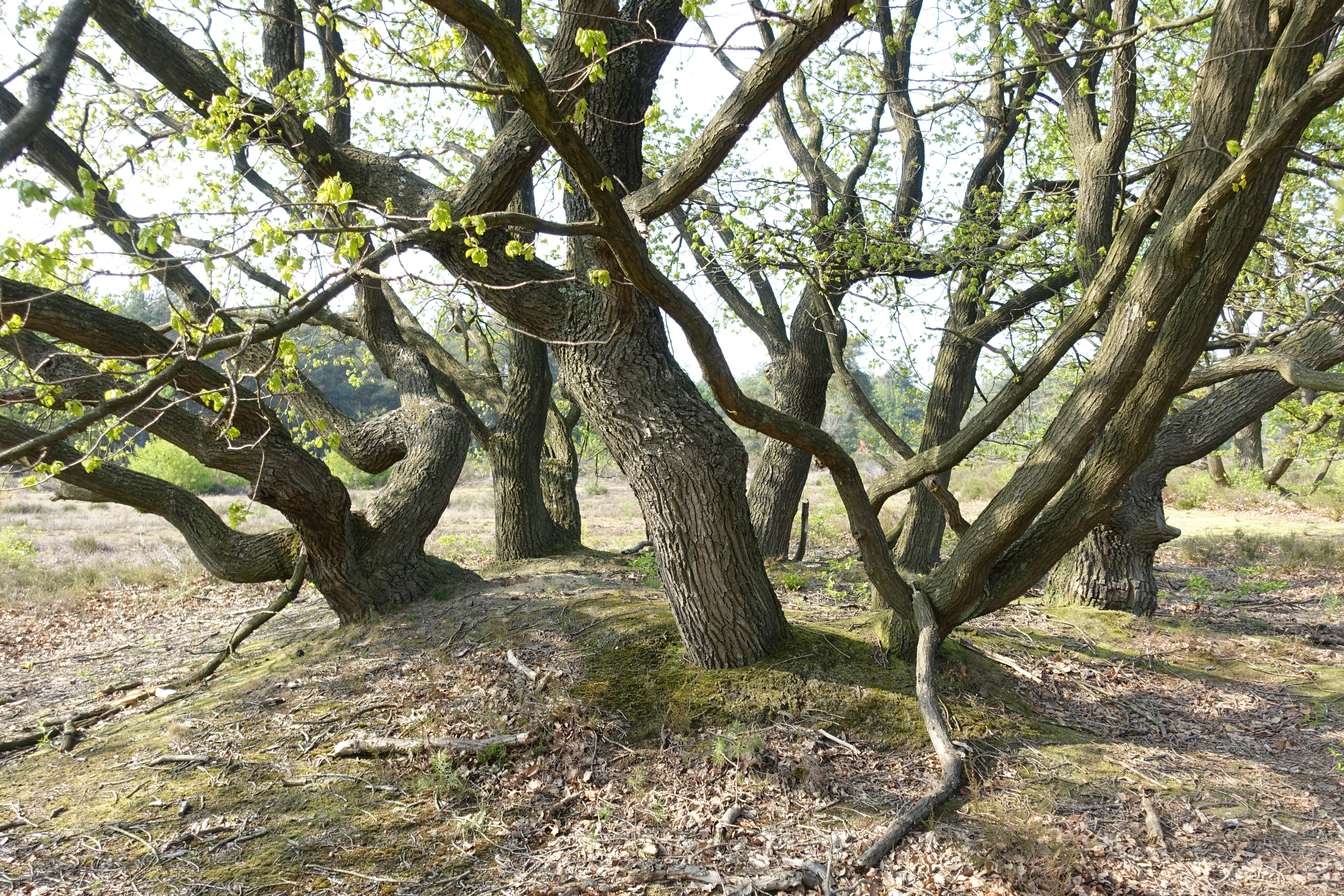
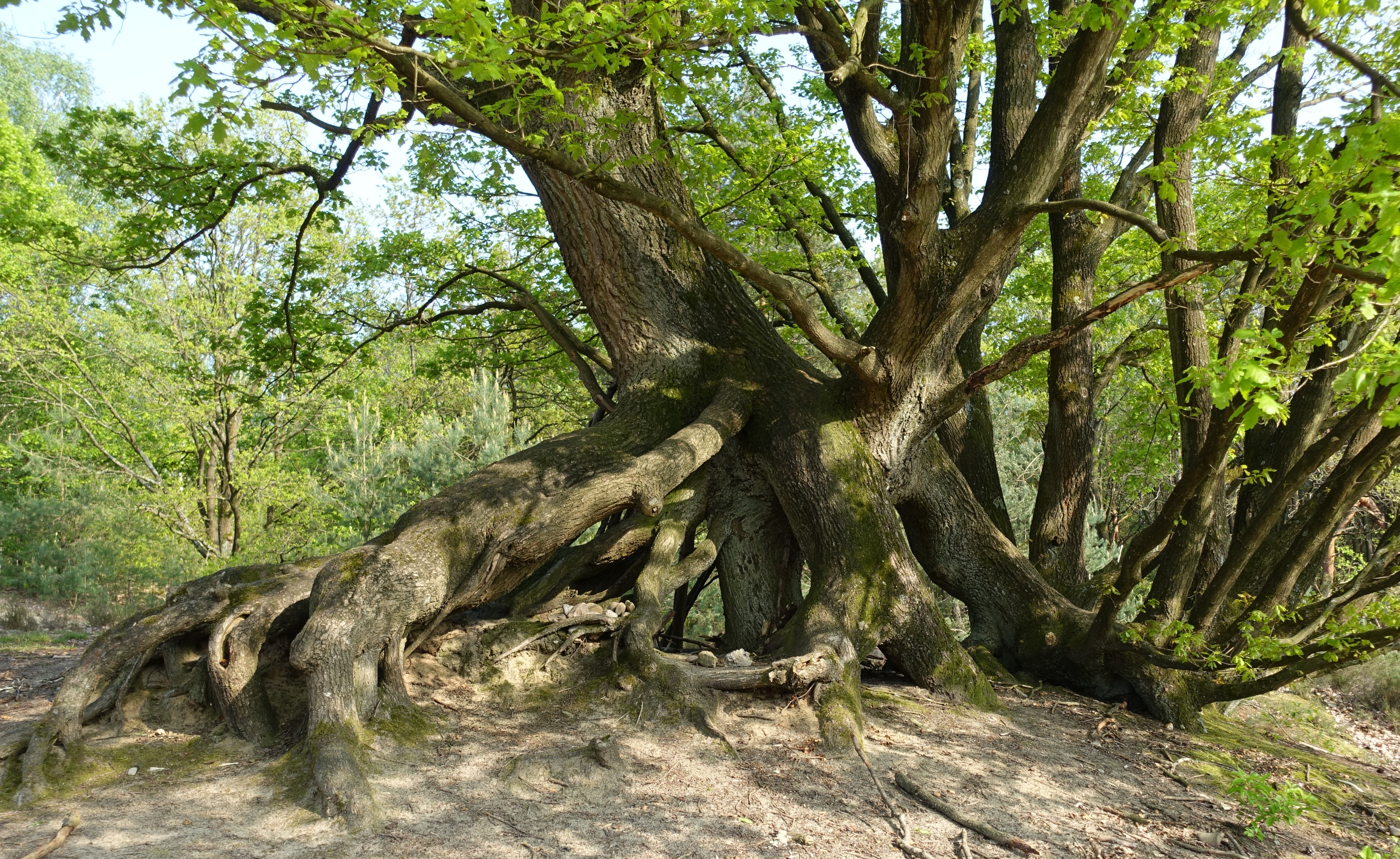
Hakhoutstoven op de Klaverberg
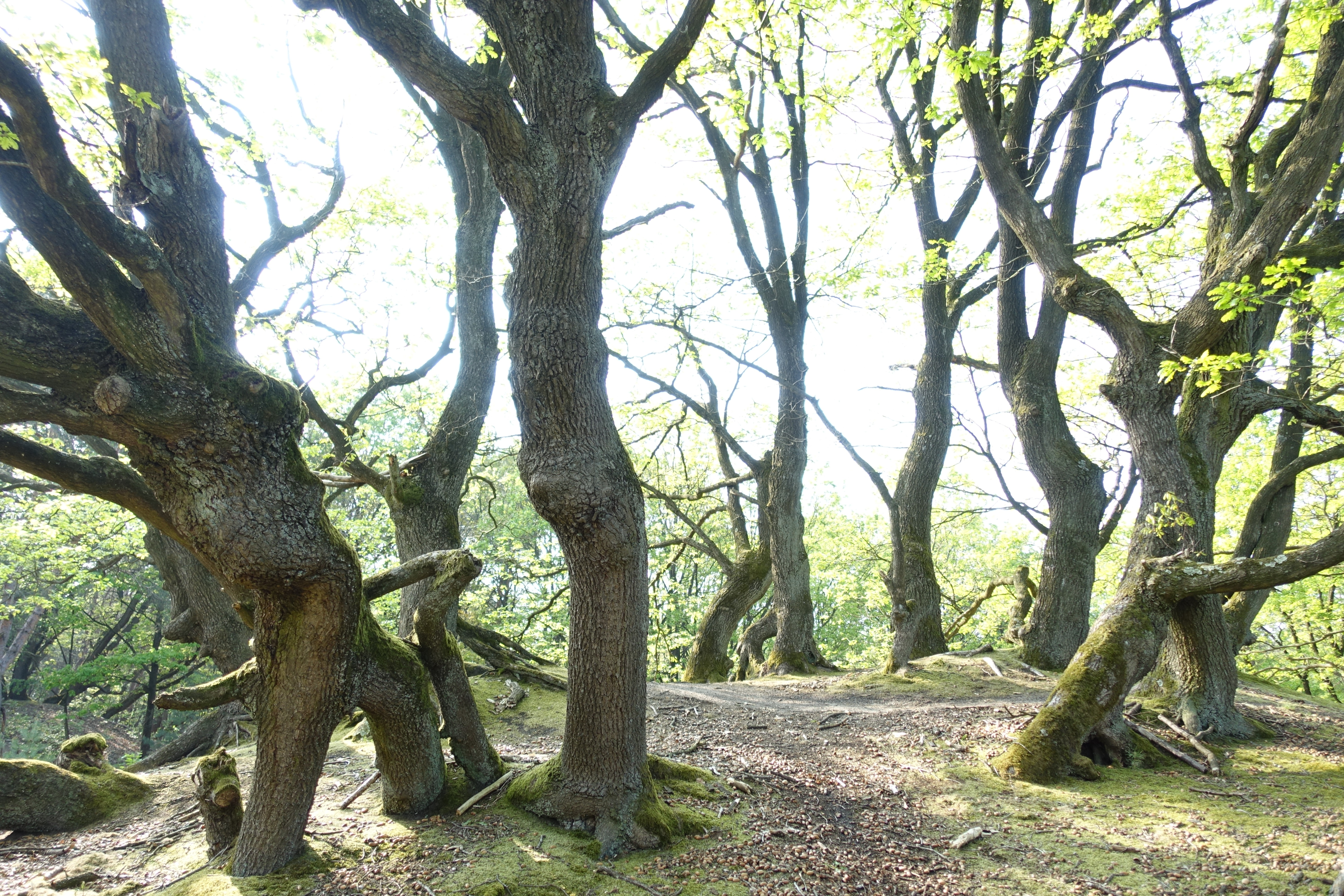
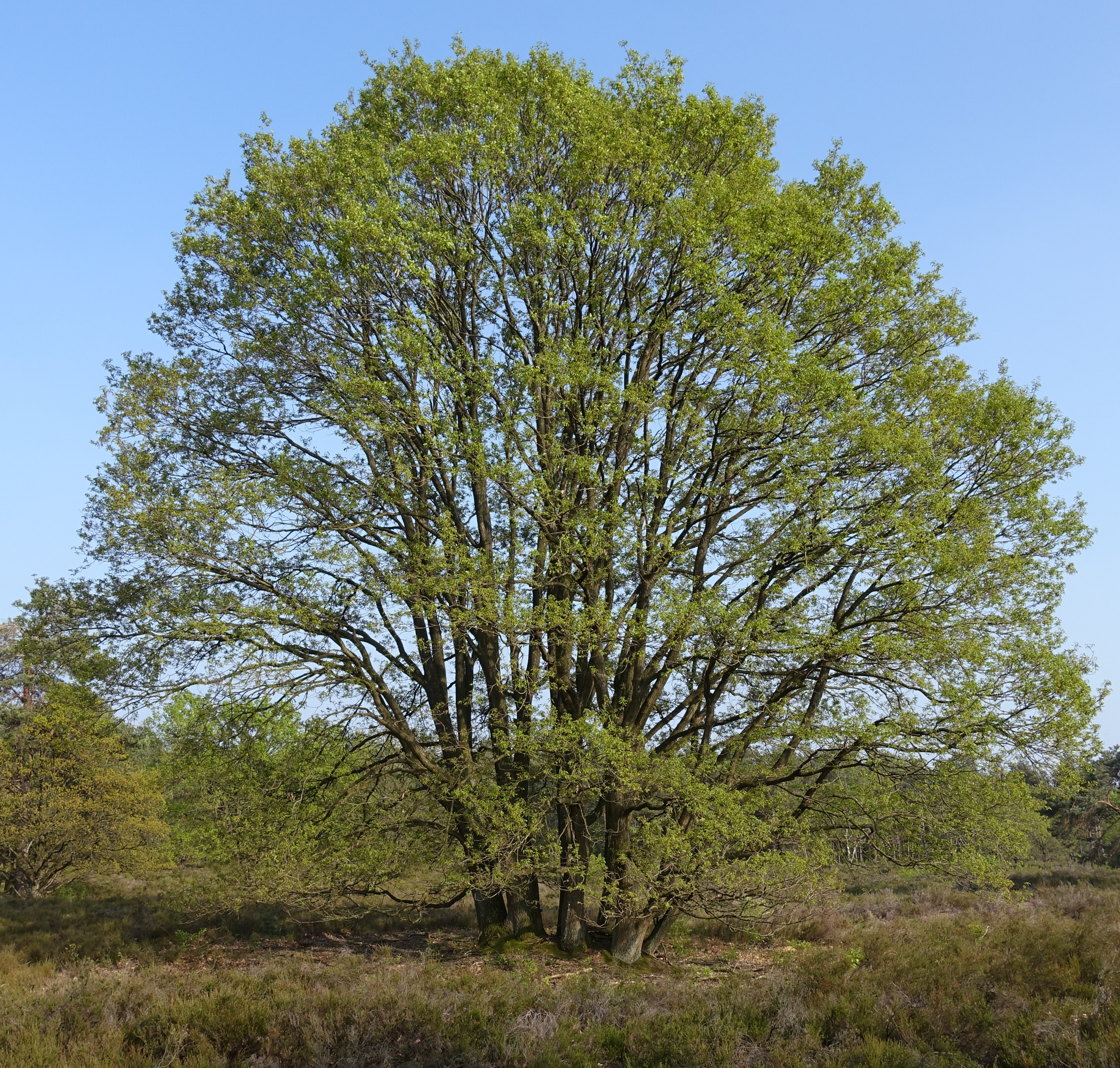